# Romodanovski

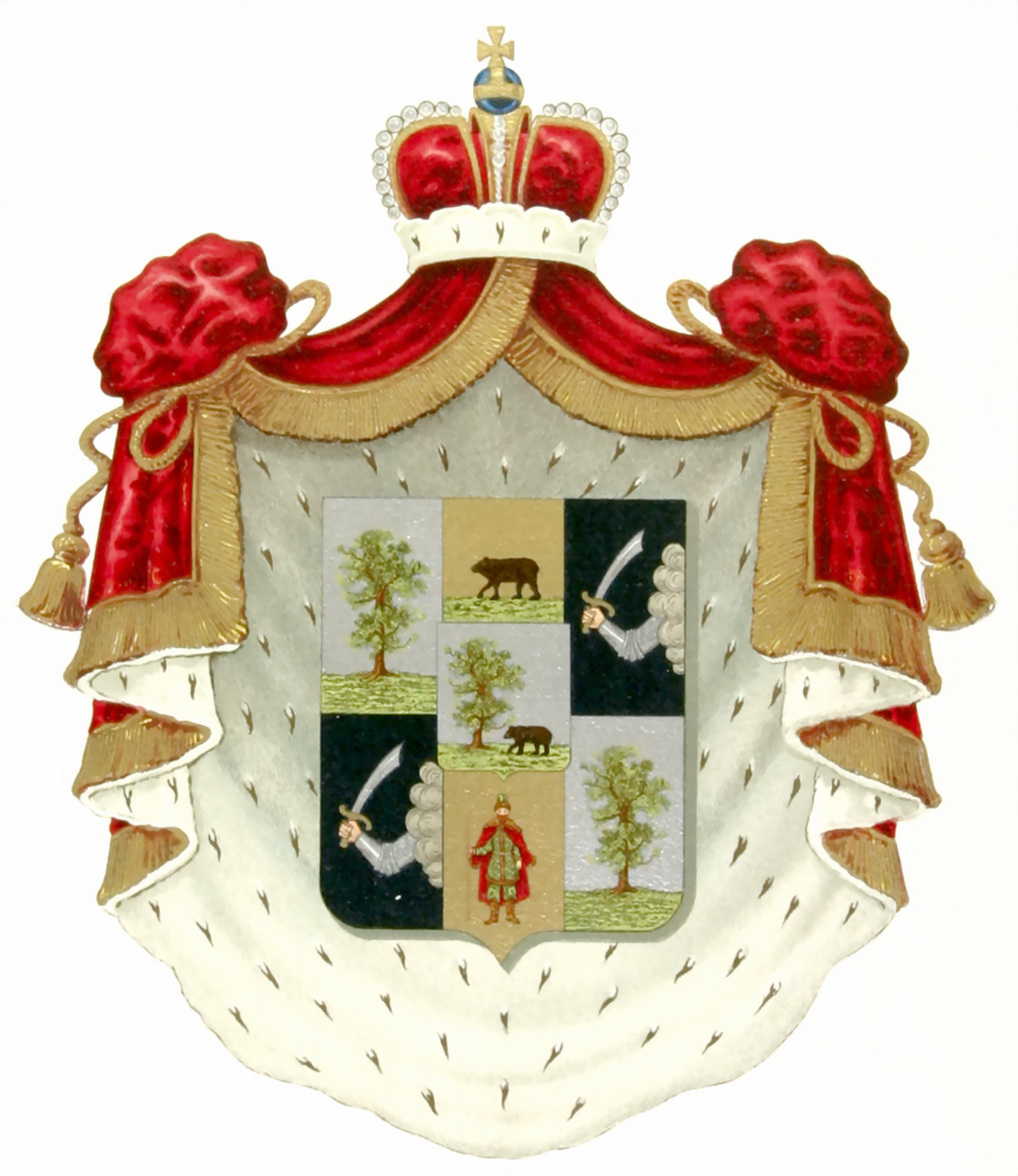
Wapen van het geslacht Romodanovski

Het geslacht Romodanovski (Russisch: Ромодановский) was een prinselijke familie uit de dynastie der Ruriken, afstammend van de soevereine heersers van Starodoeb aan de Kljazma. 
Hun voorouder was Prins Vasili Fjodorovitsj Starodoebski, die zijn naam veranderde in Romodanovski naar het dorp waar hij woonde (Romodanovo). Alhoewel de Romodanovski's als een van de eerste Rurik-families in dienst traden van de grootvorst van Moskou, drongen ze pas in de 17e eeuw door tot de hoogste rangen in Moskovisch Rusland.